# Kambodschaschneidervogel
Der Kambodschaschneidervogel (Orthotomus chaktomuk) ist eine Singvogelart aus der Familie der Halmsängerartigen (Cisticolidae). Die rund 8 bis 9 cm langen Vögel haben ein rötliches Kopfgefieder, eine schiefergraue Körperoberseite und einen hellgrauen Bauch. Ihr Verbreitungsgebiet liegt im südlichen Kambodscha, wo sie die Überschwemmungsflächen des Mekong, des Tonle Sap und des Bassac bewohnen. Orthotomus chaktomuk ernährt sich von kleinen Gliederfüßern, die er im Geäst von Sträuchern erbeutet. Die Brutbiologie der Art ist unerforscht, möglicherweise brütet sie zwischen März und April.
Der Kambodschaschneidervogel wurde 2013 von einer Forschergruppe um Simon Mahood aufgestellt. Vorausgegangen waren Diskussionen über bei Feldstudien aufgefundene Vögel, die sich nicht eindeutig dem Grauschneidervogel (O. ruficeps) zuordnen ließen. Der nächste Verwandte des Kambodschaschneidervogels ist der Strichelschneidervogel (O. atrogularis). Der Bestand der Art ist unbekannt. Da die gegenwärtige Land- und Gewässernutzung in Kambodscha das von ihr genutzte Habitat zurückgehen lässt, könnte sie in die Gefährdungskategorie Near Threatened (Vorwarnliste) der IUCN fallen. Eine entsprechende Bewertung steht bislang aus.

## Merkmale

### Körperbau und Färbung
Der Kambodschaschneidervogel hat eine Körperlänge von etwa 8–9 cm. Adulte Vögel erreichen ein Gewicht von 7 bis 8 g. Ob bezüglich der Größe ein Geschlechtsdimorphismus besteht, lässt sich angesichts der wenigen bisher vermessenen Individuen bisher nicht sicher sagen. Die Flügellänge beträgt 45–47 mm, der Schwanz misst 41–42 mm. Der längliche, schlanke und leicht abwärts gebogene Schnabel wird 13–14,5 mm lang, der Lauf hat eine Länge von 19,0 bis 19,5 mm.
In der Färbung bestehen zwischen den Geschlechtern leichte Unterschiede. Das Männchen ist auf der Stirn und dem Oberkopf rötlich-zimtbraun gefärbt. Beim Weibchen fällt die Scheitelfärbung weniger kräftig aus und reicht nicht so weit nach hinten. Wangen, Bartstreif und Ohrdecken sind bei beiden Geschlechtern weiß. Der Wangen- und der Unterbartstreif sind dunkelgrau, was die Wangenpartie schwarz-weiß gesprenkelt erscheinen verleiht. Hals, Rücken und Bürzel sind mittelgrau, beim Männchen etwas dunkler als beim Weibchen. Die Schwungfedern sind etwas dunkler als der Mantel und weisen einen leichten Braunstich auf. Frische Handschwingen besitzen weißliche Innenfahnen, die sich wahrscheinlich im Lauf der Zeit gelbbraun verfärben. Daumenfittich und Achselfedern sind weiß. Der leicht gerundete Schwanz ist in frischem Zustand wahrscheinlich mittelgrau und weist eine dunkelgraue Subterminalbinde und weiße Spitzensäume auf. Kehle und Kinn sind weiß-schwarz gestreift, wobei die Intensität der Schwarzfärbung auf der Kehle am stärksten ist, wo kaum noch weiße Federn sichtbar sind. Zu den Seiten des Halses und zur Brust hin verliert sie sich dagegen, auf dem Bauch sind oft nur noch helle graue Streifen zu erkennen. Männchen zeigen eine sehr dunkle Kehlregion, bei Weibchen ist die Zeichnung dagegen meist nur angedeutet. Der Unterleib ist weißlich grau gefärbt, das Schenkelgefieder ist weißgelblich. Der Oberschnabel ist dunkel hornfarben, der Unterschnabel dagegen hellrosa. Die Beine und Zehen sind ebenfalls hellrosa, die Iris ist orangebraun.
Immature Individuen sind in der Regel heller als Altvögel gefärbt und besitzen keine so ausgeprägte Kehlzeichnung. Ihre Schwingen weisen meist einen olivbraunen Rand auf und ihr Schwanz ist kürzer als der von adulten Tieren.

### Lautäußerungen
Der Gesang der Männchen ist lang anhaltend, er dauert oft mehr als eine Minute. Er besteht aus einer schnellen Folge von zwitschernden Silben, die steigende oder fallende Phrasen bilden und oft in einem bestimmten Laut kulminieren. Das Weibchen antwortet auf diese Lautäußerungen mit einem hohen Triller.

## Verbreitung
Das bekannte Verbreitungsgebiet des Kambodschaschneidervogels liegt im südlichen Kambodscha. Es erstreckt sich von den südöstlichen Überschwemmungsflächen des Tonle Sap südwärts entlang des gleichnamigen Flusses bis zu dessen Mündung in den Mekong. Von dort aus reicht es im Nordwesten stromaufwärts bis Kampong Cham, im Süden umfasst es das gemeinsame Marschland von Bassac und Mekong bis knapp an die kambodschanische Südgrenze. Der genaue Umfang des Verbreitungsgebiets ist nicht bekannt, es reicht aber offenbar nicht über die Schwemmlandebenen von Tonle Sap Bassac und Mekong hinaus. Angesichts der regionalen Vegetation ist ein Vorkommen in Vietnam unwahrscheinlich, insgesamt umfasst das Artareal wohl weniger als 10.000 km².

## Lebensraum
Der Kambodschaschneidervogel bewohnt Buschland in Flussnähe, das zumindest zur Regenzeit regelmäßig geflutet wird. Es besteht überwiegend aus Sträuchern von 2 bis 6 m Höhe, die dicht beieinander stehen. Nur selten wird die Vegetation von Grasflächen oder Bäumen durchbrochen. O. chaktomuk meidet Wälder, wo er durch den Strichelschneidervogel (O. atrogularis) ersetzt wird. In offeneren Vegetationsformen, etwa in Gärten, löst ihn dagegen der Rotstirnschneidervogel (O. sutorius) ab. Entsprechende Lebensräume liegen in Kambodscha zwischen 3 und 25 m über dem Meer.

## Lebensweise

### Ernährung
Die Nahrung des Kambodschaschneidervogels setzt sich aus Insekten und anderen Gliederfüßern zusammen, die die Vögel von Blättern auflesen. Dabei bewegen sie sich in allen Ebenen der Vegetation. Während der Flutsaison balancieren sie auf Zweigen auch knapp über der Wasseroberfläche, um Spinnen, Fliegen, Raupen oder Heuschrecken zu fangen. Ihre Beute verschlucken sie sofort.

### Sozialverhalten
Adulte Exemplare wurden fast ausschließlich in zweigeschlechtlichen Paaren beobachtet, saisonal oft durch einen Jungvogel ergänzt. Vor der Mauser wurden auch gemischtgeschlechtliche Paare von Jungvögeln oder von Jung- und Altvögeln gesichtet, letztjährige Individuen traten auch allein auf.

### Fortpflanzung
Über die Brutbiologie des Kambodschaschneidervogels liegen keine sicheren Erkenntnisse vor. Anhand der veränderten Reaktion von Männchen und Weibchen auf das Abspielen von Gesang im März und April – Männchen sprachen intensiv darauf an, Weibchen kaum – lässt sich vermuten, dass die Brutzeit in diesem Zeitraum liegt. Beobachtungen der Art sind generell schwierig, weil sie sich meist im Inneren von Sträuchern aufhält und oft nur auf Gesangsaufnahmen hin im äußeren Geäst erscheint.

## Systematik
Die taxonomische Geschichte der Art reicht in das Jahr 2009 zurück. Während einer routinemäßigen Untersuchung von Wildvögeln auf Vogelgrippe wurden im Januar des Jahres vier Schneidervögel der Gattung Orthotomus im südlichen Kambodscha gefunden. Ein Abgleich verschiedener Fotos der Tiere führte zu einer Bestimmung als Grauschneidervogel (O. ruficeps), worauf vor allem die Verwechslung des Fundortes mit einem Küstengebiet hindeutete. Drei Jahre später wurde ein weiterer Vogel nahe Phnom Penh gefunden, der den anderen vier sehr ähnlich sah und entsprechend als Grauschneidervogel klassifiziert wurde. Im Juni 2012 erregten Fotos von diesem zweiten Fundort das Interesse von Simon Mahood, der in den Raum stellte, dass sich die Vögel einer eigenen Art zuordnen ließen. In ausgiebigen Feldstudien konnten zwei adulte Männchen, zwei immature Weibchen und ein weiteres immatures Männchen gefangen werden, die Mahood mit Bälgen verschiedener Schneidervogelarten abglich. Mahood und seine Co-Autoren Ashish Joshia Ingty John, Jonathan Charles Eames, Carl Oliveros, Robert G. Moyle, Hong Chamnan, Colin M. Poole, Howie Nielsen und Frederick H. Sheldon beschrieben schließlich 2013 eine neue Art für diese Vögel auf, die sie mit Unterschieden in der Färbung, charakteristischen Lautäußerungen und genetischer Monophylie begründeten. Sie verliehen ihr das Artepitheton chaktomuk. Es bezieht sich auf das Chaktomuk (georgisch „Viergesicht“), die Landschaft entlang des Tonle Sap, des Mekong und des Bassac sowie ihrer Marschen.
Die molekulargenetischen Untersuchungen der Autoren ordneten O. ckaktomuk als nächsten Verwandten des Strichelschneidervogels (O. atrogularis) ein. Beide Arten bilden die Schwesterklade von Grau- und Rostwangenschneidervogel (O. sepium). Die Proben von O. atrigularis und O. chaktomuk unterschieden sich mit 1,3 % der Basenpaare nur gering, was auf eine relativ junge Artbildung wahrscheinlich im Pleistozän (vor rund 2 Millionen Jahren) schließen lässt.

## Status
Über die Bestandsgröße des Kambodschaschneidervogels lässt sich keine Aussage machen. Die Art ist in ihrem Habitat offenbar ein sehr häufiger Vogel, besitzt aber ein räumlich deutlich begrenztes Verbreitungsgebiet. Ihr Lebensraum wird stark von anthropogenen Einflüssen wie Rodungen, Ackerbau und Gewässernutzung beeinflusst. Einerseits wird die Sukzession von Buschland durch Wälder durch die menschliche Landnutzung aufgehalten, andererseits dürften die Dammbaumaßnahmen entlang des Mekong zu einem veränderten Flutregime und damit auch zu verstärktem Ackerbau führen. Damit könnten viele Habitate entlang des Mekong trockenfallen. Angesichts des relativ kleinen Verbreitungsgebiets schlugen Mahood und Kollegen deshalb eine vorläufige Einstufung als Near Threatened (Art der Vorwarnliste) durch die IUCN beziehungsweise BirdLife International vor. Sollte die Art jedoch entlang des Tonle Sap häufiger vorkommen als bislang angenommen, sei sie hingegen als ungefährdet einzustufen. Eine offizielle Gefährdungseinstufung steht bislang aus.